# Авигад, Нахман
Нахман Авигад (ивр. נחמן אביגד‎, 25 сентября 1905, Завалов, Цислейтания — 28 января 1992, Иерусалим) — израильский археолог.

## Биография
Авигад изучал архитектуру в статутном городе Брно, Чехия. Авигад эмигрировал в Подмандатную Палестину в 1926 году. В 1928 году он женился на Шуламит (урождённой Левин) Авигад. Он работал на раскопках синагоги Бейт-Альфа и синагоги Хамат-Гадера.
Авигад получил докторскую степень в 1952 году, защитив диссертацию о гробницах Кедронской долины в Иерусалиме. Он преподавал в Еврейском университете с 1949 года и до выхода на пенсию в 1974 году.
Он руководил раскопками в Бейт-Шеариме, которые начались в 1953 году. Авигад также работал на раскопках Масады — горного комплекса, построенного Иродом Великим. Он принимал участие в исследовании пещер в Иудейской пустыне и опубликовал один из свитков Мёртвого моря.
В 1969 году Авигада пригласили провести раскопки Еврейского квартала в Старом городе Иерусалима, разрушенного войной 1948 года и её последствиями. Среди находок было, как полагают, самое раннее изображение меноры, которая когда-то горела во Втором Храме, вырезанное на стене, оштукатуренной 2200 лет назад, и Сгоревший дом — остатки здания, разрушенного, когда Тит, будущий римский император, подавил еврейское восстание против римского правления. Это было первое физическое или археологическое свидетельство разрушения, описанного в труде Иосифа Флавия. В ходе раскопок также были обнаружены роскошные виллы, принадлежавшие высшим классам династии Ирода, руины византийской церкви Неа (новой) и иерусалимской Кардо — дороги V века шириной 70 футов (21 м), соединявшей храм Гроба Господня и церковь Неа. Среди самых интересных находок — остатки Широкой стены, дважды упомянутой в Книге Неемии. Стена длиной 80 футов (24 м) и толщиной 23 фута (7,0 м) возвышается над скальным основанием к западу от Храмовой горы. Она была построена для защиты Иерусалима во время правления царя Езекии в конце VIII в. до н. э. Неподалёку Авигад также раскопал Израильскую башню — остатки укреплений Иерусалима железного века, свидетельствующие о разграблении Иерусалима вавилонянами в 586 году до н. э.
Авигад публиковал работы по многим темам, в частности, по еврейским печатям. Одна из печатей, найденных им в 1964 году, предварительно идентифицирована как принадлежащая царице Иезавели, упомянутой в Библии: однако эта идентификация оспаривается другими исследователями. По словам библеиста Фрэнка Мура Кросса, Авигад «был самым выдающимся эпиграфистом Израиля своего поколения и одной из величайших фигур в истории еврейской и еврейской эпиграфики».

## Личная жизнь
Нахман — отец лауреата Премии Израиля Гада Авигада. Нахман и Гад — одни из немногих дуэтов отца и сына, удостоенных этой престижной награды.

## Награды
- В 1954 году Авигаду была присуждена премия Бялика за еврейскую мысль[8].
- В 1977 году ему была присуждена премия Израиля за исследования Земли Израиля[9].
- В 1984 году он получил от города Иерусалима награду «Якир Йерушалаим[англ.]» (Достойный гражданин Иерусалима)[10].